# SSC Dodesheide
Der SSC Dodesheide (offiziell: Spiel- und Sportclub Dodesheide e. V.) ist ein Sportverein aus Osnabrück. Die Volleyballmannschaft der Männer spielte ein Jahr in der Bundesliga.

## Geschichte
Der Verein wurde im Jahre 1962 gegründet. Obwohl der Verein den Namen des Osnabrücker Stadtteils Dodesheide trägt, ist er im Nachbarstadtteil Sonnenhügel beheimatet. Neben Volleyball bietet der SSC noch Fitness und Gesundheit, Kinder-Sport-Club, Fußball, Handball, Badminton, Tischtennis, Schwimmen, Tennis, Karate und Kali an.

### Volleyball
Im Jahre 1995 übernahm der SSC Dodesheide die Volleyballabteilung des GSV Osnabrück, deren Männer bereits in den Spielzeiten 1989/90 und 1994/95 in der Bundesliga spielten. Beide Male musste die Mannschaft des Gymnasialsportvereins als Tabellenletzter sofort wieder absteigen. Unter dem Dach des SSC Dodesheide wurde die Mannschaft in der Saison 1996/97 mit zwei Punkten Vorsprung auf den USC Münster Meister der 2. Bundesliga Nord und stieg in die Bundesliga auf. Als Vorletzter der Saison 1997/98 folgte auch hier der direkte Wiederabstieg. Der Verein verzichtete aus unbekannten Gründen auf eine weitere Teilnahme an der 2. Bundesliga. Im Jahre 2011 gründete der SSC Dodesheide gemeinsam mit dem Osnabrücker Turnerbund die Spielgemeinschaft VC Osnabrück. In der Saison 2019/20 tritt sowohl die erste Männer- als auch die erste Frauenmannschaft in der viertklassigen Regionalliga Nordwest an.

### Fußball
Die Fußballer schafften im Jahre 1974 den Aufstieg in die Bezirksklasse Osnabrück und konnten diese Spielklasse bis 1978 halten. Es dauerte bis 1987, bis der SSC als Vizemeister hinter dem Osnabrücker SV 16 in die Bezirksklasse zurückkehren sollte. In den Jahren 1992 und 1994 wurden die Dodesheider jeweils Vierter, ehe der Verein 1995 trotz sportlicher Qualifikation freiwillig in die 1. Kreisklasse Osnabrück abstieg. Im Jahre 2004 gelang der dritte Aufstieg in die Bezirksklasse, dem allerdings der direkte Wiederabstieg folgte. Im Jahre 2009 wurde der SSC erneut Kreismeister, was aufgrund der Ligareform von 2006 den Aufstieg in die Bezirksliga bedeutete. In der folgenden Saison 2009/10 gelang der Durchmarsch in die Landesliga Weser-Ems, wo die Dodesheider jedoch als Tabellenletzter der Saison 2012/13 direkt wieder absteigen mussten. 2014 gelang zwar der direkte Wiederaufstieg in die Landesliga, jedoch musste der SSC ein Jahr später erneut direkt wieder absteigen. 2017 wurde die Mannschaft Vizemeister hinter Viktoria Georgsmarienhütte. Erst im Jahre 2024 stiegen die Dodesheider wieder in die Landesliga auf, mussten dann aber nach einem Jahr wieder absteigen.

### Schwimmen
Die Schwimmabteilung bildet zusammen mit den Schwimmern des Osnabrücker SC die Startgemeinschaft (SG) Osnabrück. Trainings- und Wettkampfstätte ist das Nettebad.

## Persönlichkeiten
- Mirko Baschetti
- Holger Karp
- Thomas Kröger
- Marcel Ruschmeier
- Michael Wirtz